# Milarepa (film)
Milarepa – bhutański film przygodowy z 2006 roku w reżyserii Netena Choklinga. Zdjęcia kręcono w dolinie Spiti w Himalajach (indyjski stan Himachal Pradesh).
Obraz jest paraboliczną opowieścią o legendarnym joginie z XI wieku. Zgodnie z zamierzeniem twórców jest to też film edukacyjny.

## Obsada
- Jamyang Lodro	– Thopaga/Milarepa
- Orgyen Tobgyal  Yongten Trogyal
- Lhakpa Tsamchoe – Ciotka Peydon

i inni.